# Чанчур
Чанчур — деревня в Качугском районе Иркутской области России. Входит в состав Залогского муниципального образования.

## География
Деревня находится на расстоянии примерно 75 км к востоку от посёлка городского типа Качуг, административного центра района.

## Население
| 2002 | 2010 | 2011 | 2012 |
| ---- | ---- | ---- | ---- |
| 3    | ↘1   | →1   | →1   |

### Половой состав
По данным Всероссийской переписи, в 2010 году в деревне проживал 1 мужчина.

## Известные уроженцы
- Тюрюмин, Александр Михайлович (1928—2019) — советский лётчик-испытатель, Герой Советского Союза.